# Palazzo Della Torre
O Palazzo Della Torre é um palácio de Verona, na Itália, localizado numa das principais vias da cidade, o Stradone San Fermo.

## História
A história da construção do palácio é obscura; em particular, não se conhece o nome do arquitecto que projectou a residência.
Segundo alguns críticos, o palácio foi construído no século XVI pelo famoso arquitecto veronês Michele Sanmichele, enquanto outros sustentam que foi construído por Domenico Curtoni no século XVII. Porém, o autor mais provável pode ser Bernardino Brugnoli, um parente de Sanmicheli, que trabalhou frequentemente com ele e de quem tomou, em parte, o seu estilo e a sua técnica.
Até hoje, os arquivos da família estão dispersos pela Biblioteca Capitolare e pelo Arquivo de Estado, pelo que ainda não foi possível estabelecer a paternidade do palácio. 
A ala esquerda da fachada permaneceu, na verdade, inacabada, e a sua conclusão só foi executada em 1850, quando se deu a conclusão de modo simétrico com a ala direita. Entre outras coisas, as fundações da anterior habitação do século XIV não foram destruídas, mas sim englobadas em algumas paredes.

## Estrutura
A fachada propõe um estilo monumental, em particular o piso térreo e o segundio andar. O piso térreo apresenta-se com seis grandes janelas com arco de volta perfeita. A meio, abre-se um grande portão que conduz ao pátio central. Sobre este encontra-se uma cornija e, depois, sete janelas, neste caso mais pequenas. Sobre estas encontram-se sete janelas monumentais, com tímpanos circulares e triangulares alternados. Por fim, existem logo abaixo do telhado pequenas aberturas para o sótão. 
Internamente, encontra-se um pórtico com pilastras que separa o pátio dum pequeno jardim. As salas interiores são sumptuosas, mais que elegantes. Os tectos são estucados, as lareiras monumentais e encontram-se muitos afrescos em toda a residencia, também de estilo do século XIV. Em alguns lugares também se podem ver as insígnias heráldicas dos Della Torre.